# Klytios
Klytios was een gigant en een zoon van Gaia, de oermoeder, ook wel "Moeder Aarde" geheten. 
Tijdens de gigantomachie werd hij door Hephaistos en Hekate gedood.